# José Augusto Torres
José Augusto da Costa Sénica Torres (Torres Novas, Portugal, 8 de septiembre de 1938-Lisboa, Portugal, 3 de septiembre de 2010), más conocido como José Torres (pronunciación en portugués: /ʒuˈzɛ ˈtoʁɨʃ/) o simplemente Torres, fue un jugador y entrenador de fútbol portugués. En su etapa como jugador profesional se desempeñaba como delantero.

## Fallecimiento
Murió de alzhéimer el 3 de septiembre de 2010, a la edad de 71 años.

## Selección nacional
Fue internacional con la selección de fútbol de Portugal en 33 ocasiones y convirtió 14 goles. Fue convocado para disputar la Copa del Mundo de 1966, donde su selección obtuvo el tercer lugar gracias a un agónico gol suyo ante la Unión Soviética en el partido por el tercer puesto.

### Participaciones en Copas del Mundo
| Mundial                        | Sede       | Resultado    | Partidos | Goles |
| ------------------------------ | ---------- | ------------ | -------- | ----- |
| Copa Mundial de Fútbol de 1966 | Inglaterra | Tercer lugar | 6        | 3     |

## Equipos

### Como jugador
| Equipo           | País     | Año       |
| ---------------- | -------- | --------- |
| CD Torres Novas  | Portugal | 1957-1959 |
| SL Benfica       | Portugal | 1959-1971 |
| Vitória Setúbal  | Portugal | 1971-1975 |
| GD Estoril Praia | Portugal | 1975-1980 |

### Como entrenador
| Equipo                | País     | Año       |
| --------------------- | -------- | --------- |
| Vitória Setúbal       | Portugal | 1975      |
| GD Estoril Praia      | Portugal | 1977-1981 |
| CF Estrela da Amadora | Portugal | 1981-1982 |
| Varzim SC             | Portugal | 1982-1984 |
| Selección nacional    | Portugal | 1984-1986 |
| Boavista FC           | Portugal | 1987      |
| Portimonense SC       | Portugal | 1988-1989 |
| Portimonense SC       | Portugal | 1994-1995 |
| CD Beja               | Portugal | 1996      |

## Palmarés

### Campeonatos nacionales
| Título           | Equipo     | País     | Año  |
| ---------------- | ---------- | -------- | ---- |
| Primeira Divisão | SL Benfica | Portugal | 1960 |
| Primeira Divisão | SL Benfica | Portugal | 1961 |
| Copa de Portugal | SL Benfica | Portugal | 1962 |
| Primeira Divisão | SL Benfica | Portugal | 1963 |
| Primeira Divisão | SL Benfica | Portugal | 1964 |
| Copa de Portugal | SL Benfica | Portugal | 1964 |
| Primeira Divisão | SL Benfica | Portugal | 1965 |
| Primeira Divisão | SL Benfica | Portugal | 1967 |
| Primeira Divisão | SL Benfica | Portugal | 1968 |
| Primeira Divisão | SL Benfica | Portugal | 1969 |
| Copa de Portugal | SL Benfica | Portugal | 1969 |
| Copa de Portugal | SL Benfica | Portugal | 1970 |
| Primeira Divisão | SL Benfica | Portugal | 1971 |

### Copas internacionales
| Título                      | Equipo     | Sede                     | Año  |
| --------------------------- | ---------- | ------------------------ | ---- |
| Copa de Campeones de Europa | SL Benfica | Berna (Suiza)            | 1961 |
| Copa de Campeones de Europa | SL Benfica | Ámsterdam (Países Bajos) | 1962 |

### Distinciones individuales
| Distinción                                                   | Año  |
| ------------------------------------------------------------ | ---- |
| Bola de Prata (máximo goleador de la Primeira Divisão)       | 1963 |
| Máximo goleador de la Copa de Campeones de Europa (ex aequo) | 1965 |

## Condecoraciones
| Distinción                                           | Año  |
| ---------------------------------------------------- | ---- |
| Medalla de Plata de la Orden del Infante Don Enrique | 1967 |
| Oficial de la Orden del Mérito de Portugal           | 1991 |